# 富瓦伯国
富瓦伯国（法語：Comté de Foix, 發音：[fwa], 發音：[fujs] 本地發音：[fujʃ], 發音：[foʃ]）是中世纪法国南部的一个封地，位于今日法国阿列日省附近。该伯国由富瓦城（Foix）出发，由富瓦家族统治，形成了法国南部地区一个拥有高度自主权的地主和诸侯联合体性质的采邑领地。 
1290年，富瓦家族通过继承获得了贝阿恩（Béarn）领地，贝阿恩随后逐渐取代原有的富瓦城成为政治与经济活动的中心。随着时间推移，富瓦伯国的独立性逐步削弱，在14世纪以后逐渐被整合为法兰西王国的一个行省。作为行省，富瓦保留了相对独特的地方制度，并设立了自己的省三级会议（États provinciaux），在地方治理中拥有一定自治权。